# Плотниково (Каменский район)
Пло́тниково — село в Каменском районе Алтайского края России. Входит в состав Плотниковского сельсовета.

## География
Село находится в северной части Алтайского края, на Приобском плато, к западу от Кулундинского магистрального канала, на расстоянии примерно 26 км (по прямой) к юго-юго-востоку (SSE) от города Камень-на-Оби, административного центра района.

### Климат
Климат континентальный, средняя температура января составляет −19,7 °C, июля — 18,9 °C. Годовое количество атмосферных осадков — 360 мм.

## История
Основано в 1800 году. В 1928 году состояло из 491 хозяйства, основное население — русские. В административном отношении село являлось центром Плотниковского сельсовета Каменского района Каменского округа Сибирского края.

## Население
| 1926 | 1997 | 1998 | 1999 | 2000 | 2001 | 2002 |
| ---- | ---- | ---- | ---- | ---- | ---- | ---- |
| 2257 | ↘205 | ↘184 | ↘178 | ↗189 | ↘188 | ↘145 |
| 2003 | 2004 | 2005 | 2006 | 2007 | 2008 | 2009 |
| ↗156 | ↘145 | ↘129 | ↘121 | ↘117 | ↘102 | ↘100 |
| 2010 | 2011 | 2012 | 2013 |      |      |      |
| ↘82  | ↘81  | ↘77  | ↘75  |      |      |      |

### Национальный состав
Согласно результатам переписи 2002 года, в национальной структуре населения русские составляли 90 %.

## Улицы
- ул. Луговая,
- ул. Молодёжная,
- ул. Садовая,
- ул. Совхозная,
- ул. Школьная[8].

## Известные уроженцы
- Шадрин, Иван Демидович (1913—1985) — советский военнослужащий, красноармеец, Герой Советского Союза.